# Пирче (Косовска Митровица)
Пирче (алб. Pirç) је заселак на Чичавици, у изворишту Пантинског потока. општини Косовска Митровица, Косово и Метохија, Република Србија. Село је након 1999. године познато и као Грамш и Пирај.

## Историјат
Заселак је обновљен на четири пет година пре доласка мухаџира, око 1873. Његови обнављачи (Шегаћи) кажу да је насеље при досељењу њихових предака било недавно напуштено, кућа није било, али су њиве на простору засеока обрађивали сељаци околних села. Заселак је по обновљењу био чифлук Муниш-аге из Кос. Митровице. Заселак је све до свршетка другог светског рата административно припадао суседном селу Врбници (Дреница) на другој страни Чичавице. Од тога времена је увршћен као заселак села Пантина.

## Порекло становништва по родовима
Албански родови
- Шегаћ (2 куће), од фиса Шаље. Досељен из Шегаћа у Лабу око 1873. У Лаб су прешли из Кутловца (Копаоничка Шаља).
- Колудра (5 кућа), од фиса Гаша. Мухаџир је из 1878. из Калудре у Топлици.
- Прокш (1 кућа), од фиса Тсача. Живео је у Самодрежи, у Пирчу пресељен 1917.

Родови Срба муслимана
- Бошњак (2 куће). Са Пештера пресељен у Топлици у Блаце, средином 19. века, одакле се повратио као мухаџир 1878. При доласку из Топлице говорили су и „бошњачки“ и арбанашки.
- Имер Бошњак (1 кућа) и – Хасан Бошњак (1 кућа). Исељени из варошице Колашина (Црна Гора) 1878. као мухаџири. Живели су у Преказу (Дреница), одакле су се у Пирчу доселили 1917.

Колонисти
- Ђукановићи (2 куће) 1922. – Томашевић (1 кућа) 1924. и – Лековић (1 кућа) 1926. из црмничке нахије, и то први из Сотонића, други из Буковика и трећи из Годиње.
- Миличковић (1 кућа) 1929. из Петровића у Пиперима.
- Ђого (3 куће) 1927. из Расна (Столац, Херцеговина).[1]

## Демографија
| Година       | 1948 | 1953 | 1961 | 1971 | 1981 | 1991 |
| ------------ | ---- | ---- | ---- | ---- | ---- | ---- |
| Становништво | 173  | 208  | 220  | 280  | 351  | 415  |

|  |